# Boyle (cràter)
Boyle és un cràter d'impacte que es troba en l'accidentat hemisferi sud del a cara oculta de la Lluna, al costat del cràter de major grandària Hess situat cap al sud-est, i aproximadament a mig camí entre els cràters Alder al nord-nord-est i Abbe al sud-sud-oest.

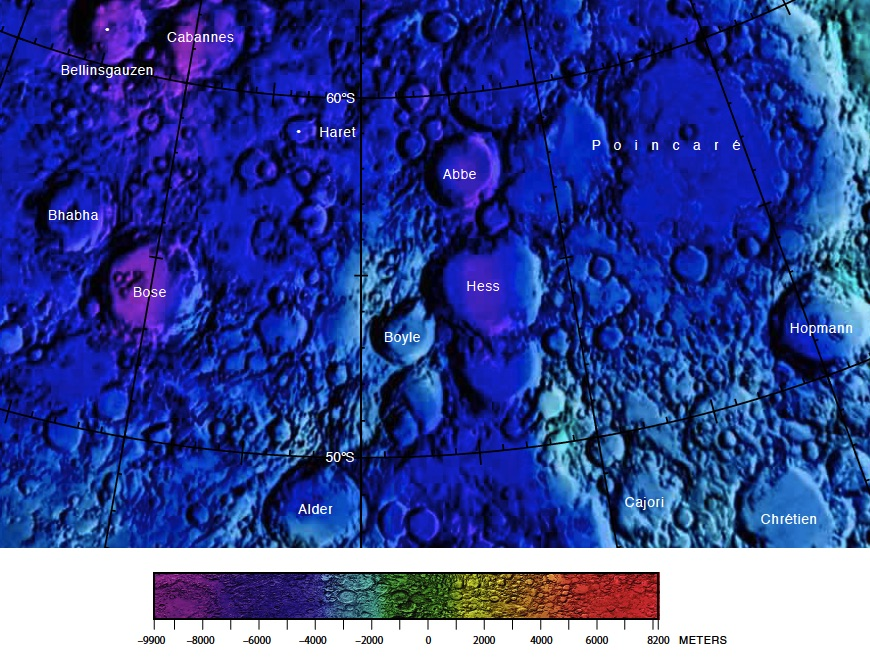
Localització de Boyle (centre de la imatge)

La vora exterior de Boyle és gairebé circular, i mostra alguns enfonsaments en tot l'interior. La major part de la vora és afilada i mostra poca aparença de desgast a causa d'impactes posteriors. La vora sud, no obstant això, està coberta per un esquerdament d'amplària irregular en la superfície que segueix un curs d'est a oest al llarg del contorn. També n'hi ha una formació de superposició de petits cràters a l'estreta franja de terreny que uneix a Boyle amb Hess.
L'interior del cràter és relativament pla, amb una elevació suau al centre, alineada amb una formació rectilínia orientada de sud-oest a nord-est. Es localitza un petit cràter prop de la vora oriental, però l'interior no presenta altres signes d'identificació particulars.

## Cràters satèl·lit

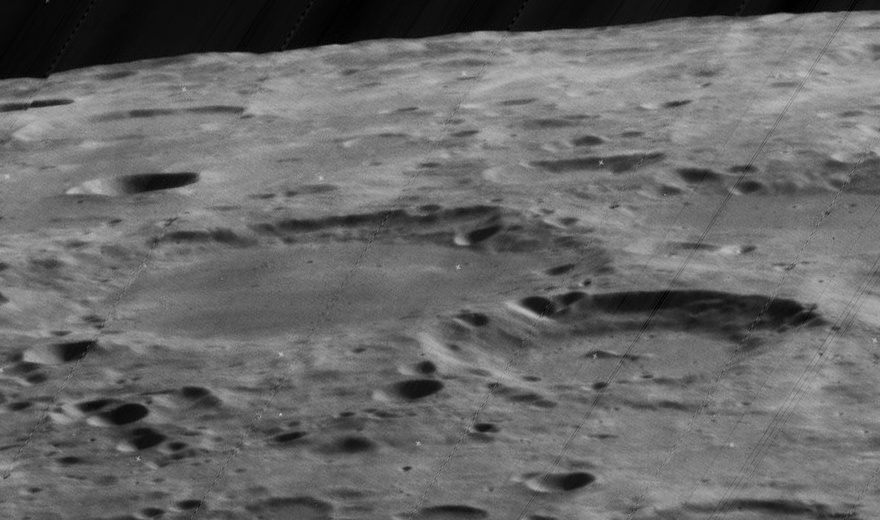
Vista obliqua del cràter Hess (centre esquerra) i Boyle (centre dreta), des de l'oest. Imatge de la Piga Orbiter 5

Per convenció aquests elements són identificats en els mapes lunars posant la lletra en el costat del punt central del cràter que està més prop de Boyle.
|       | \| Boyle \| Coordenades \| Diàmetre \| \| ----- \| -------------------------------------- \| -------- \| \| A \| 50° 48′ S, 178° 18′ E / 50.8°S,178.3°E \| 21 km \| \| Z \| 51° 18′ S, 177° 42′ E / 51.3°S,177.7°E \| 52 km \| |          |
| Boyle | Coordenades | Diàmetre |
| A     | 50° 48′ S, 178° 18′ E / 50.8°S,178.3°E | 21 km    |
| Z     | 51° 18′ S, 177° 42′ E / 51.3°S,177.7°E | 52 km    |